# Федоров Іван Герасимович
Іван Герасимович Федоров (1889, місто Астрахань, тепер Астраханської області, Російська Федерація — 22 травня 1957, місто Старокостянтинів Хмельницької області) — український радянський діяч, лікар-хірург, завідувач хірургічного відділення Старокостянтинівської районної лікарні Хмельницької області. Депутат Верховної Ради УРСР 3—4-го скликань.

## Біографія
Здобув медичну освіту.
У 1918—1924 роках — у Червоній армії, учасник Громадянської війни в Росії. З 1918 по 1920 рік працював лікарем госпіталю в місті Астрахані, а з 1920 по 1924 рік був лікарем-хірургом військового госпіталю в місті Баку Азербайджанської РСР.
У 1924—1941 роках — завідувач хірургічного відділення міської лікарні міста Баку Азербайджанської РСР.
З червня 1941 року — в Червоній армії. У червні 1941 — червні 1943 року — інспектор-хірург медико-санітарного управління Закавказького військового округу. З червня 1943 по 1946 рік — провідний, головний хірург евакуаційного госпіталю № 4658 польового евакуаційного пункту № 159 38-ї армії 1-го Українського фронту. Учасник німецько-радянської війни.
У 1946 — травні 1957 року — старший хірург, завідувач хірургічного відділення Старокостянтинівської районної лікарні Кам'янець-Подільської (Хмельницької) області. Член КПРС.
Помер після тривалої і важкої хвороби.

## Звання
- майор медичної служби

## Нагороди
- орден Вітчизняної війни 2-го ст. (11.12.1944)
- орден Червоної Зірки (14.06.1945)
- медаль «За перемогу над Німеччиною у Великій Вітчизняній війні 1941—1945 років»
- орден Чехословаччини